# سن-داماز (با-سن-لوران)
سَن-داماز، با-سن-لُران (به فرانسوی: Saint-Damase, با-سن-لوران) قصبه‌ای در منطقه شهری لا ماتاپدیا ناحیه با-سن-لوران در استان کبک کانادا است. در سرشماری سال ۲۰۱۱ این قصبه ۴۳۷ نفر جمعیت داشته‌است و مساحت آن ۱۱۷٫۴۳ کیلومتر مربع است.